# Misti
Misti är en 5 822 meter hög stratovulkan belägen utanför Arequipa i Peru. Misti hade sitt senaste utbrott 1784. Berget är kägelformat och täckt av snö.
Misti ligger på högplatån puna tillsammans med flera höga toppar, däribland Coropuna.
På Misti finns en av världens högst belägna meteorologiska stationer.